# Journal of Dairy Science
Journal of Dairy Science is een internationaal, aan collegiale toetsing onderworpen wetenschappelijk tijdschrift op het gebied van de
melkveehouderij.
De naam wordt in literatuurverwijzingen meestal afgekort tot J. Dairy Sci.
Het wordt uitgegeven door de American Dairy Science Association en verschijnt maandelijks.